# Стрижівський повіт
Стрижівський повіт (пол. powiat strzyżowski) — один з 21 земських повітів Підкарпатського воєводства Польщі.
Утворений 1 січня 1999 року внаслідок адміністративної реформи.

## Загальні дані
Повіт знаходиться у західній частині воєводства. Адміністративний центр — місто Стрижів. Станом на 1.01.2008 населення становить 61 924 осіб, площа 503,52 км².

## Географія
Межує з повітами Березівським, Дембицьким, Коросненським, Ропчицько-Сендзішовським, Ряшівським, Ясельським.

## Адміністративний поділ

### Ґміни місько-сільські
- Стрижів

### Ґміни сільські
- Вішньова
- Небилець
- Фриштак
- Чудець

### Міста
- Стрижів

## Демографія
Демографічні дані повіту станом на 30.06.2005:
|       | Всього | Всього | Жінки  | Жінки | Чоловіки | Чоловіки |
| ----- | ------ | ------ | ------ | ----- | -------- | -------- |
|       | осіб   | %      | осіб   | %     | осіб     | %        |
| Повіт | 61 944 | 100    | 31 321 | 50,6  | 30 623   | 49,4     |
| Міста | 8658   | 100    | 4504   | 52    | 4154     | 48       |
| Села  | 53 286 | 100    | 26 817 | 50,3  | 26 469   | 49,7     |